# Резолюция 223 на Съвета за сигурност на ООН
Резолюция 223 на Съвета за сигурност на ООН е приета единодушно на 21 юни 1966 г. по повод молбата на Гвиана за членство в ООН. С Резолюция 223 Съветът за сигурност препоръчва на Общото събрание на ООН Гвиана да бъде приета за член на Организацията на обединените нации.